# Paracuellos (Conca)
Paracuellos, també anomenat Paracuellos de la Vega, és un municipi d'Espanya, en la província de Conca, comunitat autònoma de Castella-La Manxa. Inclou al seu terme municipal l'antiga pedania de Huércemes. Pertany a la comarca de la Manchuela Conquense.

## Municipis limítrofs
- Campillo de Altobuey.
- Almodóvar del Pinar.
- Monteagudo de las Salinas.
- Yémeda.
- Enguídanos.

## Demografia
| 1991 |  | 1996 |  | 2001 |  | 2004 |
| ---- |  | ---- |  | ---- |  | ---- |
| 186  |  | 160  |  | 155  |  | 153  |

## Patrimoni cultural
- Castell de Paracuellos. S'alça dalt d'una roca a la vall de l'Arroyo de la Vega. Es tracta d'una fortalesa d'origen àrab, edificada al s.XII. Fou donat per Alfons VIII al Bisbe de Conca juntament amb el de Monteagudo de las Salinas el 1187. Al seu voltant se situen les restes del primitiu poblat.
- Església Parroquial de Santiago Apòstol. Fou construïda en el s.XVIII.
- Ermita de la Verge de Gràcia.
- Ermita de la Concepció.
- Ajuntament.
- Casa del Curat (actualment acull el Centre d'Exposicions de Paracuellos).